# Viktor von Tepper-Laski
Viktor Karl Erdmann von Tepper-Laski (né le 9 septembre 1844 à Ratibor, Haute-Silésie et mort le 28 juin 1905 à Wiesbaden) est un fonctionnaire prussien, plus récemment président du district de Köslin.

## Biographie

### Famille
Tepper-Laski est issu d'une famille de marchands de Prusse-Occidentale qui est élevée au rang de noblesse prussienne en 1786. Le père est un juge principal.

### Carrière
Tepper-Laski étudie au lycée de Ratibor et à l'Université royale de Breslau, à l'Université Robert-Charles de Heidelberg et à l'Université Frédéric-Guillaume de Berlin. Au cours de ses études, il est d'abord actif dans le Corps Silesia Breslau (de) puis dans le Corps Neoborussia Berlin. Il est d'abord auscultateur à la cour d'appel de Ratibor, puis rejoint l'administration générale en tant que stagiaire gouvernemental à Oppeln. En 1870/71, il participe à la guerre franco-prussienne avec le 6e bataillon de chasseurs à pied (de). En 1873, il devient évaluateur du gouvernement à Königsberg et en 1875, il devient administrateur de l'arrondissement de Schlochau en Prusse-Occidentale.
De 1880 à 1884, Tepper-Laski est député du Reichstag, où il représente la 7e circonscription du district de Marienwerder (Schlochau - Flatow). À partir de 1879, il est député de la Chambre des représentants de Prusse. De 1890 à 1897, il est président du district de Wiesbaden. Après quelques transgressions insignifiantes du point de vue actuel, comme la participation à une chasse un dimanche, il est transféré à Köslin à la demande de l'empereur Guillaume II et est ensuite président du district de Köslin de 1898 à 1903. Il prend sa retraite en 1903.
Le 1er février 1887, au manoir de Lützschena près de Leipzig, Tepper-Laski se marie avec Martha baronne Speck von Sternburg, veuve de son premier mariage (née le 22 août 1859 au manoir de Lützschena et morte le 10 mai 1941 à Wiesbaden), fille d'Alexandre baron Speck von Sternburg, fidéicommissaire de Lützschena, et Martha Stocks. Le couple a une fille et un fils.